# Aeroportul Yasuj
Aeroportul Yasuj (IATA: YES, ICAO: OISY) este un aeroport din Yasuj, Central District⁠(d), Boyer-Ahmad County⁠(d), Provincia Kohgiluyeh și Boyer-Ahmad⁠(d), Iran. A fost deschis în 2000.
Situat la o altitudine de 1.810 m, aeroportul dispune de o singură pistă. Este operat de Iranian Airports Holding Company⁠(d).